# Jean-Paul Rabaut Saint-Étienne

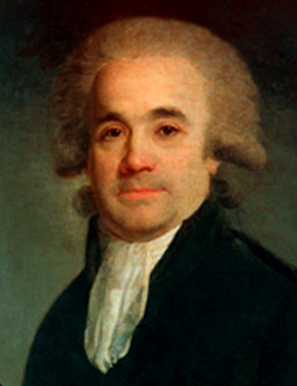
Jean-Paul Rabaut Saint-Étienne

Jean-Paul Rabaut Saint-Étienne (* 14. November 1743 in Nîmes; † 5. Dezember 1793) war ein Politiker in der Französischen Revolution.
Er war der Sohn Paul Rabauts und nahm den zusätzlichen Nachnamen Saint-Étienne von einem kleinen Gut bei Nîmes an. Wie sein Vater wurde er Pastor und zeichnete sich durch seinen Eifer für seine protestantischen Glaubensgenossen aus. Er arbeitete energisch daran, die Anerkennung der Bürgerrechte zu bekommen, die ihnen von Ludwig XVI. 1787 im Edikt von Versailles gewährt worden waren. Nachdem er sich mit seiner Histoire primitive de la Grèce einen Ruf erworben hatte, wurde er 1789 als Abgeordneter der Generalstände vom Dritten Stand der Vogtei Nîmes gewählt. In der Verfassunggebenden Versammlung arbeitete er am Entwurf einer Verfassung und sprach sich gegen die Errichtung einer Republik aus, die er als lächerlich empfand. Er stimmte für das aufschiebende Veto, da es wahrscheinlich die Stellung der Krone stärken würde. Im Nationalkonvent saß er unter den Girondisten und wandte sich gegen die Verurteilung Ludwigs XVI. Als Mitglied des Zwölferausschusses, in den er am 21. Mai 1793 gewählt wurde, wurde er mit dieser Partei geächtet. Er versteckte sich für einige Zeit, wurde aber schließlich entdeckt und im Dezember 1793 guillotiniert.

## Schriften
- Précis historique de la révolution française, suivi de l'Acte constitutionelle des François., 1792, seconde édition, augmentée de réflexions politiques sur les circonstances présentes
  - deutsch: Kurzgefaßte Geschichte der französischen Revolution